# Thuidium costaricense
Thuidium costaricense är en bladmossart som beskrevs av Brotherus och Thériot 1921. Thuidium costaricense ingår i släktet tujamossor, och familjen Thuidiaceae. Inga underarter finns listade i Catalogue of Life.